# Jamel Saihi
Jamel Saihi (Montpellier, 21 de janeiro de 1987) é um futebolista profissional tunisiano que atua como defensor.

## Carreira
Jamel Saihi representou o elenco da Seleção Tunisiana de Futebol no Campeonato Africano das Nações de 2015.